# Журавець великокореневищний
{{#ifeq:0|0|{{#if:|{{#if:Geraniummacrorrhizum|[[]}}|}}}}
Журавець великокореневищний, або гера́нь великокореневи́щна,  (Geranium macrorrhizum) — вид рослин роду герань (Geranium) родини геранієвих (Geraniaceae).
Українські народні і побутові назви — калачик, мушкатель, бобовиння, вовчиця, горішина, герань звичайна, горішник, горішина, дубрівка, любисток польовий, стопа вовча

## Морфологічна характеристика
Журавець великокореневищний — трав'яниста, багаторічна рослина.
Має товсте здерев'яніле кореневище.

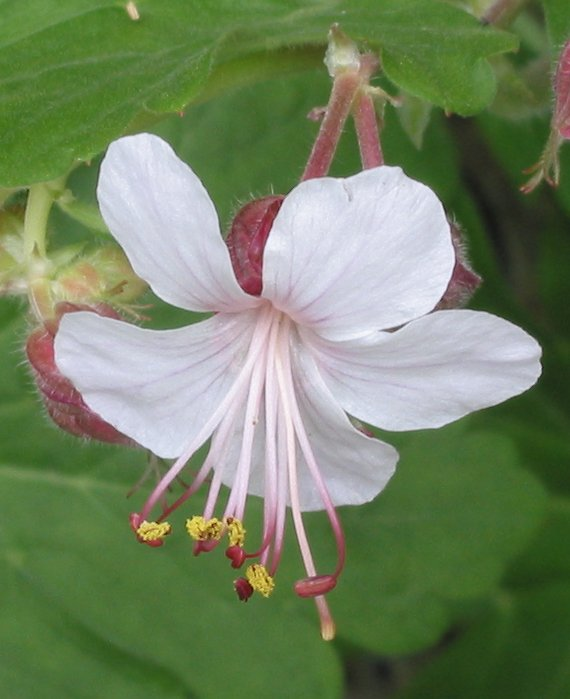
Квітка журавцю великокореневищного

Стебло розгалужене, до 50 см заввишки.
Листки ниркоподібні або округлі, пальчастороздільні, з широко надрізаними сегментами.
Квітки правильні, двостатеві, п'ятипелюсткові, рожево-фіолетові, криваво-червоні або блідо-рожеві, одиничні, на довгих квітконіжках.
Плід — коробочка, розпадається на 5 однонасінних часток.
Цвіте у червні—липні.

## Поширення
Натуралізований в Україні вид; його батьківщина — центральна, південна Європа й Балканський півострів. Росте на кам'янистих місцях у передгір'ях та гірському поясі Карпат і в гірському Криму.

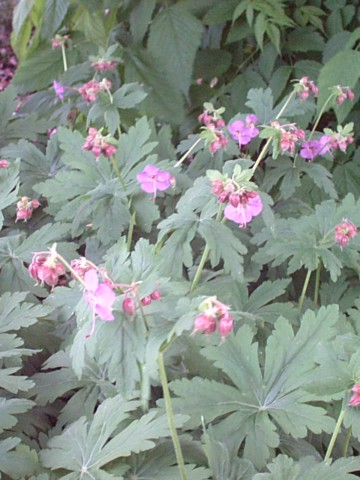
Журавець великокореневищний

## Застосування
Для лікарських потреб використовують свіже листя і кореневище.
Листя заготовляють під час цвітіння, зрізують усю надземну частину рослини. Одночасно викопують кореневище. Рослина містить флавоноїди, ефірну олію, борнеол, гераніол, карвакрол, цимол, вітаміни, мінеральні та дубильні речовини.
Галенові препарати герані мають в'яжучі, гіпотензивні, седативні, протисудомні властивості. Застосовують при гіпертонічній хворобі, епілепсії, проносах, безсонні.
Внутрішньо застосовують — настоянку з свіжих листків (3 ст ложки на 100 мл 70% розчину спирту, настоювати 5 днів у темному місці) приймати по 20 крапель у столову ложку води ранком і ввечері. Зовнішньо — холодний настій із свіжого кореневища (2 ч ложки подрібненої сировини настоювати у 200 мл холодної води 10 годин) служить для компресів.